# Jagiellonia Białystok w sezonie 1997/1998

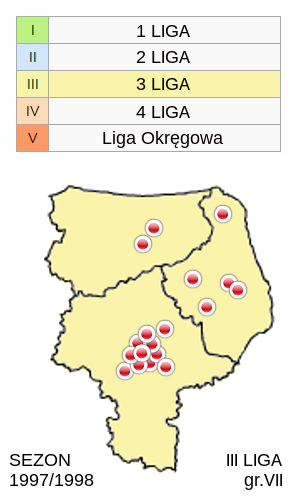
Zespoły występujące w III Lidze (gr.VII) w sezonie 1997/98

Jagiellonia Białystok przystąpiła do rozgrywek III ligi w grupie VII oraz Pucharu Polski w rozgrywkach okręgowych.

## III poziom rozgrywkowy
Sezon z reformą w tle, a to za sprawą zmniejszenia III ligi z 8 grup do 4 obowiązująca od następnego sezonu. Co za tym idzie spadek drużyn od miejsca od 7 do 18. Walka o awans i utrzymanie toczyła się głównie pomiędzy drużynami Warszawskimi, włączyły się w nią Wigry Suwałki i Hetman Białystok. Jagiellonia jak przed rokiem miała bardzo dobrą pierwszą rundę, z passą 13 spotkań bez porażki. Niestety w przerwie zespół znowu utracił podstawowych graczy, Radosław Sobolewski odszedł do Petrochemii Płock, Zbigniew Szugzda do Hetmana Białystok. Jagiellonia pozyskała jeszcze przed sezonem kilku graczy zza wschodniej granicy, najlepszym z nich okazał się Lajmonas Bytautas oraz Rimus Klišys, ten ostatni opuścił klub w przerwie zimowej, przenosząc się do Świtu Nowy Dwór Mazowiecki. Runda wiosenna nie była już tak udana, pomimo walki Jagiellonia jak przed dwóch laty zakosztowała smaku porażki i spadła z ligi.
W klubie nowym prezesem został Mirosław Mojsiuszko (były trener i zawodnik), zespół zatrudnił po raz pierwszy w historii trenera zagranicznego, był nim pochodzący z Litwy Algimantas Liubinskas.
Jagiellonia spadła do IV Ligi makroregionalnej, ostatni raz na tak niskim poziomie rozgrywkowym (IV poziom) grała w sezonie 1972/1973.
Puchar Polski

Jagiellonia wystartowała w rozgrywkach okręgowych Pucharu Polski, w których dotarła do finału, pokonując w nim KP Wasilków 7:0.

## Końcowa Tabela III Ligi - gr. VII
| Lp. | Drużyna               | M  | Z  | R  | P  | Bramki | Bramki | Różn. | Pkt. | Uwagi             |
| --- | --------------------- | -- | -- | -- | -- | ------ | ------ | ----- | ---- | ----------------- |
| 1   | Gwardia Warszawa      | 34 | 25 | 5  | 4  | 82     | 25     | +57   | 80   | Awans do II ligi  |
| 2   | Ursus Warszawa        | 34 | 21 | 4  | 9  | 63     | 35     | +28   | 67   |                   |
| 3   | Dolcan Ząbki          | 34 | 21 | 4  | 9  | 68     | 31     | +37   | 67   |                   |
| 4   | Wigry Suwałki         | 34 | 21 | 3  | 10 | 63     | 47     | +16   | 66   |                   |
| 5   | Okęcie Warszawa       | 34 | 20 | 6  | 8  | 63     | 30     | +33   | 66   |                   |
| 6   | Hetman Białystok      | 34 | 19 | 8  | 7  | 75     | 27     | +48   | 65   |                   |
| 7   | Legionovia Legionowo  | 34 | 19 | 7  | 8  | 55     | 35     | +20   | 64   | Spadek do IV ligi |
| 8   | Jagiellonia Białystok | 34 | 18 | 8  | 8  | 55     | 25     | +30   | 62   | Spadek do IV ligi |
| 9   | Legia II Warszawa     | 34 | 14 | 10 | 10 | 50     | 31     | +19   | 52   | Spadek do IV ligi |
| 10  | Olimpia Warszawa      | 34 | 15 | 6  | 13 | 62     | 37     | +25   | 51   | Spadek do IV ligi |
| 11  | Hutnik Warszawa       | 34 | 12 | 10 | 12 | 45     | 37     | +8    | 46   | Spadek do IV ligi |
| 12  | Mazur Karczew         | 34 | 12 | 9  | 13 | 40     | 44     | -4    | 45   | Spadek do IV ligi |
| 13  | Wkra Żuromin          | 34 | 11 | 4  | 19 | 46     | 63     | -17   | 37   | Spadek do IV ligi |
| 14  | Bug Wyszków           | 34 | 7  | 7  | 20 | 30     | 70     | -40   | 28   | Spadek do IV ligi |
| 15  | Tęcza Biskupiec       | 34 | 6  | 6  | 22 | 32     | 65     | -33   | 24   | Spadek do IV ligi |
| 16  | ŁKS Łomża             | 34 | 6  | 5  | 23 | 32     | 55     | -23   | 23   | Spadek do IV ligi |
| 17  | Olimpia Zambrów       | 34 | 4  | 3  | 27 | 21     | 84     | -63   | 15   | Spadek do IV ligi |
| 18  | Orlęta Reszel         | 34 | 2  | 1  | 31 | 11     | 146    | -135  | 7    | Spadek do IV ligi |

- Reforma ligi, zmniejszenie III ligi z 8 do 4 grup.

## Skład, statystyka, transfery
| Nr                      | Zawodnik               | Poz. | Data ur.   | Wz.  | Mecze | Br. | Transfer z/do                                                    | Ostatni klub             |
| ----------------------- | ---------------------- | ---- | ---------- | ---- | ----- | --- | ---------------------------------------------------------------- | ------------------------ |
|                         | Mirosław Dymek w       | BR   | 25.02.1970 | 1,91 | 34    | 0   |                                                                  | (wychowanek)             |
|                         | Artur Sacharczuk w     | BR   | 6.07.1976  | -    | 1     | 0   |                                                                  | (wychowanek)             |
|                         | Paweł Korniluk w       | BR   | ?.?.1976   | -    | 0     | 0   | 98(w) z Olimpia Zambrów                                          | Olimpia Zambrów          |
|                         | Dariusz Prokop         | OB   | 18.05.1976 | 1,83 | 26    | 1   |                                                                  | Hetman Białystok         |
|                         | Rimas Klišys           | OB   | 22.08.1972 | 1,92 | 17    | 5   | 97(j) z Ranga-Politechnica Kowno · 98(w) do Świtu Nowy Dwór Maz. | Ranga-Politechnica Kowno |
|                         | Jacek Markiewicz w     | OB   | 18.04.1976 | 1,83 | 34    | 15  |                                                                  | (wychowanek)             |
|                         | Adam Struczewski w     | OB   | 22.02.1974 | 1,83 | 33    | 3   |                                                                  | (wychowanek)             |
|                         | Tomasz Kazimierowicz w | OB   | ?.?.1977   | -    | 20    | 2   |                                                                  | (wychowanek)             |
|                         | Daniel Michaluk w      | OB   | ?.?.1978   | -    | 21    | 0   |                                                                  | (wychowanek)             |
|                         | Nerijus Ciulada        | PO   | 16.09.1977 | -    | 25    | 1   | 97(j) z VMFD Žalgiris Wilno · kontuzja-koniec kariery            | VMFD Žalgiris Wilno      |
|                         | Krzysztof Maciejczuk   | PO   | 7.08.1977  | 1,90 | 32    | 2   |                                                                  | Jagiellonia II Białystok |
|                         | Paweł Surynowicz w     | PO   | 28.11.1977 | -    | 29    | 6   |                                                                  | (wychowanek)             |
|                         | Marcin Pachowicz w     | PO   | 27.08.1977 | -    | 15    | 1   |                                                                  | (wychowanek)             |
|                         | Tomasz Kisielewski w   | PO   | ?.?.1976   | -    | 19    | 0   |                                                                  | KP Wasilków              |
|                         | Robert Flery           | PO   | 25.04.1975 | -    | 21    | 2   | 97(j) z Olimpii Zambrów                                          | Olimpii Zambrów          |
|                         | Sławomir Lewicki       | PO   | 18.07.1978 | 1,73 | 17    | 1   | 98(w) z KP Wasilków · 98(j) do KP Wasilków                       | KP Wasilków              |
|                         | Grzegorz Pieczywek     | PO   | 25.02.1982 | 1,77 | 0     | 0   | 97(j) z Hetmana Białystok                                        | Hetmana Białystok        |
|                         | Lajmonas Bytautas      | NA   | 23.08.1974 | -    | 14    | 3   | 98(w) z Hetmana Białystok                                        | Hetmana Białystok        |
|                         | Dimitrij Warzow        | NA   | ?.?.1972   | 1,70 | 4     | 0   | 97(j) z ? · 98(j) do ?                                           | b.d.                     |
|                         | Piotr Wojnowski        | NA   | 15.02.1979 | 1,82 | 16    | 0   | 98(w) z drużyny rezerw · 98(j) do KP Wasilków                    | Jagiellonia II Białystok |
|                         | Samuel Tomar w         | NA   | 11.08.1973 | 1,80 | 32    | 2   |                                                                  | (wychowanek)             |
|                         | Ryszard Ostrowski      | NA   | 19.04.1968 | 1,70 | 24    | 1   |                                                                  | Mazur Ełk                |
|                         | Marcin Lubczyński w    | NA   | ?.?.1977   | -    | 22    | 0   |                                                                  | (wychowanek)             |
|                         | bramka samobójcza      |      |            |      |       | 1   |                                                                  |                          |
| Transfery - jesień 1997 |                        |      |            |      |       |     |                                                                  |                          |
|                         | Maciej Kudrycki w      | BR   | 15.09.1974 | 1,91 | 0     | 0   | 97(j) do ŁKS Łomża                                               | KP Wasilków              |
|                         | Marcin Manelski        | OB   | 24.09.1971 | 1,80 | 0     | 0   | 97(j) do KS Okocimski Brzesko                                    | Włókniarz Białystok      |
|                         | Tomasz Giedrojć        | NA   | 24.09.1969 | 1,77 | 0     | 0   | 97(j) do Hetman Białystok                                        | Wigry Suwałki            |
| Transfery - wiosna 1998 |                        |      |            |      |       |     |                                                                  |                          |
|                         | Radosław Sobolewski w  | PO   | 13.12.1976 | 1,82 | 16    | 9   | 98(w) do Petrochemia Płock                                       | (wychowanek)             |

## Mecze
| Mecze i wyniki | Mecze i wyniki       | Mecze i wyniki     | Mecze i wyniki | Mecze i wyniki | Mecze i wyniki              | Mecze i wyniki | Mecze i wyniki                                                                   | Poz w lidze. | Poz w lidze. | Poz w lidze. |
| Lp. | Data                 | Rozgrywki          | F.             | D/W            | Przeciwnik                  | Wynik          | Strzelcy bramek                                                                  | M.           | P.           | Br.          |
| --- | -------------------- | ------------------ | -------------- | -------------- | --------------------------- | -------------- | -------------------------------------------------------------------------------- | ------------ | ------------ | ------------ |
| 1 1305 | 09.08.1997 Białystok | III Liga - 1 kol.  | 1000           | D              | Hetman Białystok            | 0:0            |                                                                                  | ?            | 1            | 0:0          |
| 2 | ?.?.1997 Białystok   | PP OKR - I run.    | b.d.           | W              | Genticus Białystok          | 0:2            | b.d.                                                                             | awans        | awans        | awans        |
| 3 1306 | 16.08.1997 Warszawa  | III Liga - 2 kol.  | 100            | W              | Okęcie Warszawa             | 1:0            |                                                                                  | ?            | 1            | 0:1          |
| 4 1307 | 20.08.1997 Białystok | III Liga - 3 kol.  | 300            | D              | Ursus Warszawa              | 3:0            | R.Sobolewski 11', Struczewski 35', Maciejczuk 81'                                | ?            | 4            | 3:1          |
| 5 1308 | 23.08.1997 Warszawa  | III Liga - 4 kol.  | 200            | W              | Olimpia Warszawa            | 2:0            |                                                                                  | ?            | 4            | 3:3          |
| 6 1309 | 30.08.1997 Białystok | III Liga - 5 kol.  | 800            | D              | Bug Wyszków                 | 2:0            | Tomar 55', Surynowicz 90'                                                        | ?            | 7            | 5:3          |
| 7 1310 | 06.09.1997 Białystok | III Liga - 6 kol.  | 500            | D              | Wkra Żuromin                | 3:2            | R.Sobolewski 7', Flery 49', Klišys 86'(k)                                        | ?            | 10           | 8:5          |
| 8 1311 | 10.09.1997 Suwałki   | III Liga - 7 kol.  | 300            | W              | Wigry Suwałki               | 0:4            | Tomar 30', Klišys 55', Markiewicz 67', Maciejczuk 72'                            | ?            | 13           | 12:5         |
| 9 1312 | 13.09.1997 Białystok | III Liga - 8 kol.  | 800            | D              | ŁKS Łomża                   | 1:0            | Kazimierowicz 65'                                                                | ?            | 16           | 13:5         |
| 10 1313 | 20.09.1997 Warszawa  | III Liga - 9 kol.  | 100            | W              | Legia II Warszawa           | 0:1            | Klišys 25'                                                                       | ?            | 19           | 14:5         |
| 11 1314 | 27.09.1997 Białystok | III Liga - 10 kol. | 700            | D              | Tęcza Biskupiec             | 2:0            | R.Sobolewski 34', Klišys 73'(k)                                                  | ?            | 22           | 16:5         |
| 12 1315 | 04.10.1997 Karczew   | III Liga - 11 kol. | 300            | W              | Mazur Karczew               | 0:0            |                                                                                  | 3            | 23           | 16:5         |
| 13 1316 | 11.10.1997 Białystok | III Liga - 12 kol. | 400            | D              | Hutnik Warszawa             | 3:0            | Markiewicz 49', Klišys 56'(k), Surynowicz 58'                                    | ?            | 26           | 19:5         |
| 14 1317 | 18.10.1997 Reszel    | III Liga - 13 kol. | 200            | W              | Orlęta Reszel               | 0:3            | R.Sobolewski 30' 63', Markiewicz 57'                                             | ?            | 29           | 22:5         |
| 15 1318 | 25.10.1997 Białystok | III Liga - 14 kol. | 700            | D              | Dolcan Ząbki                | 1:0            | R.Sobolewski 84'                                                                 | ?            | 32           | 23:5         |
| 16 1319 | 31.10.1997 Zambrów   | III Liga - 15 kol. | 700            | W              | Olimpia Zambrów             | 0:6            | Kazimierowicz 66', Markiewicz 75' R.Sobolewski 77' 85', Flery 82', Ostrowski 88' | ?            | 35           | 29:5         |
| 17 1320 | 08.11.1997 Białystok | III Liga - 16 kol. | 1500           | D              | Gwardia Warszawa            | 2:1            | Prokop 16', R.Sobolewski 84'                                                     | 2            | 38           | 31:6         |
| 18 1321 | 11.11.1997 Legionowo | III Liga - 17 kol. | 2500           | W              | Legionovia Legionowo        | 1:1            | Markiewicz 78'                                                                   | 2            | 39           | 32:7         |
| 19 1322 | 22.04.1998 Białystok | III Liga - 18 kol. | 2000           | W              | Hetman Białystok            | 2:0            |                                                                                  | ?            | 39           | 32:9         |
| 20 1323 | 21.03.1998 Białystok | III Liga - 19 kol. | 1100           | D              | Okęcie Warszawa             | 0:1            |                                                                                  | ?            | 39           | 32:10        |
| 21 1324 | 28.03.1998 Warszawa  | III Liga - 20 kol. | 300            | W              | Ursus Warszawa              | 5:0            |                                                                                  | ?            | 39           | 32:15        |
| 22 1325 | 04.04.1998 Białystok | III Liga - 21 kol. | 800            | D              | Olimpia Warszawa            | 2:0            | 44'(sam), Markiewicz 45'                                                         | ?            | 42           | 34:15        |
| 23 1326 | 09.04.1998 Wyszków   | III Liga - 22 kol. | 300            | W              | Bug Wyszków                 | 1:1            | Markiewicz 51'                                                                   | ?            | 43           | 35:16        |
| 24 1327 | 18.04.1998 Żuromin   | III Liga - 23 kol. | 300            | W              | Wkra Żuromin                | 2:2            | Ciulada 38', Surynowicz 88'                                                      | ?            | 44           | 37:18        |
| 25 1328 | 25.04.1998 Białystok | III Liga - 24 kol. | 1500           | D              | Wigry Suwałki               | 0:0            |                                                                                  | ?            | 45           | 37:18        |
| 26 1329 | 02.05.1998 Łomża     | III Liga - 25 kol. | 1000           | W              | ŁKS Łomża                   | 0:1            | Markiewicz 49'                                                                   | ?            | 48           | 38:18        |
| 27 1330 | 06.05.1998 Białystok | III Liga - 26 kol. | 500            | D              | Legia II Warszawa           | 0:0            |                                                                                  | ?            | 49           | 38:18        |
| 28 1331 | 09.05.1998 Biskupiec | III Liga - 27 kol. | 300            | W              | Tęcza Biskupiec             | 0:3            | Markiewicz 20' 68'(k), Surynowicz 63'                                            | ?            | 52           | 41:18        |
| 29 1332 | 17.05.1998 Białystok | III Liga - 28 kol. | 700            | D              | Mazur Karczew               | 1:1            | Lewicki 78'                                                                      | ?            | 53           | 42:19        |
| 30 1333 | 20.05.1998 Warszawa  | III Liga - 29 kol. | 200            | W              | Hutnik Warszawa             | 3:1            | Bytautas 53'                                                                     | ?            | 53           | 43:22        |
| 31 1334 | 23.05.1998 Białystok | III Liga - 30 kol. | 400            | D              | Orlęta Reszel               | 7:0            | Surynowicz 4', Markiewicz 35' 44'(k) 65' Struczewski 68' 74', Pachowicz 77'      | ?            | 56           | 50:22        |
| 32 1335 | 30.05.1998 Ząbki     | III Liga - 31 kol. | 300            | W              | Dolcan Ząbki                | 2:0            |                                                                                  | ?            | 56           | 50:24        |
| 33 1336 | 06.06.1998 Białystok | III Liga - 32 kol. | 300            | D              | Olimpia Zambrów             | 4:0            | Markiewicz 2' 35', Bytautas 3', Surynowicz 32'                                   | ?            | 59           | 54:24        |
| 34 1337 | 13.06.1998 Warszawa  | III Liga - 33 kol. | 200            | W              | Gwardia Warszawa            | 0:1            | Bytautas                                                                         | ?            | 62           | 55:24        |
| 35 1338 | 20.06.1998 Białystok | III Liga - 34 kol. | 600            | D              | Legionovia Legionowo        | 1:1            |                                                                                  | 8            | 62           | 55:25        |
| 36 | ?.?.1998 Siemiatycze | PP OKR - II run.   | b.d.           | W              | Cresovia Siemiatycze        | 0:4            | b.d.                                                                             | awans        | awans        | awans        |
| 37 | ?.?.1998 Narewka     | PP OKR - 1/2       | b.d.           | W              | LZS Narewka                 | 1:3            | b.d.                                                                             | awans        | awans        | awans        |
| 38 | ?.?.1998 Białystok   | PP OKR - finał     | 200            | D              | KP Wersal Podlaski Wasilków | 7:0            | Bytautas 10' 35' 68' Struczewski 34' 80' Surynowicz 45' Prokop 51'               | puchar       | puchar       | puchar       |
| - rozgrywki ligowe, - rozgrywki pucharu polski, - rozgrywki pucharu ligi, - rozgrywki ligi europejskiej, - mecze barażowe lub eliminacyjne, - inne. Liczba meczów w sezonie:1 2 (wszystkie mecze na najwyższym poziomie rozgrywkowym)3 (wszystkie mecze w rozgrywkach ligowych bez baraży) , Puchar Polski: 2 (mecze Pucharu Polski na szczeblu centralnym)3 (wszystkie mecze w Pucharze Polski) |                      |                    |                |                |                             |                |                                                                                  |              |              |              |